# Odette Giuffrida
Odette Giuffrida, född den 12 oktober 1994 i Rom, är en italiensk judoutövare.
Hon tog OS-silver i de olympiska judo-turneringarna vid olympiska sommarspelen 2016 i Rio de Janeiro i damernas halv lättvikt.. Vid sommarspelen 2020 i Tokyo tog hon en bronsmedalj i samma viktklass.